# Lahu
Los lahu (chino: 拉祜族; pinyin: Lāhùzú; vietnamita: La Hủ) son un grupo étnico que habita principalmente en la provincia de Yunnan, en la República Popular China. También se encuentran pequeños grupos de esta etnia en Laos, Vietnam y Tailandia. Su población aproximada en 2003 era de unas 500.000 personas. Conforman una de las 56 etnias oficialmente reconocidas por el gobierno de la República Popular China. 
En su idioma, la significa "tigre" mientras que hu es la palabra utilizada para designar el método de cocción o asado de las carnes. Por tanto, la traducción del nombre de esta etnia es "los que asan la carne del tigre".

## Idioma
El idioma de los lahu pertenece a la rama de las lenguas tibetano-birmanas de la familia de lenguas sino-tibetanas. Se trata de un idioma muy parecido al de los yi. Está compuesto por siete tonos y presenta diversas variantes según la región.
Este idioma no disponía de un sistema de escritura hasta que unos sacerdotes occidentales desarrollaron uno. En 1957 este sistema de escritura, basado en el alfabeto latino, fue perfeccionado por el gobierno.

## Historia
Los antepasados de los lahu fueron el antiguo pueblo de los qiang que emigraron a principios del siglo III hasta la actual provincia china de Yunnan. El fortalecimiento del reino de Nanzhao en el siglo VIII les obligó a desplazarse más al sur, emigración que continuó durante el siglo X.
A raíz de estos movimientos migratorios, los lahu se dividieron en dos grupos en función de la ruta tomada: los “lahu blancos” (lahu na) que se desplazaron hacia el oeste y los “lahu amarillos” (lahu xi) que tomaron la ruta del sur. A principios del siglo XVIII esta etnia estaba ya establecida en los territorios en los que habitan actualmente.

## Cultura

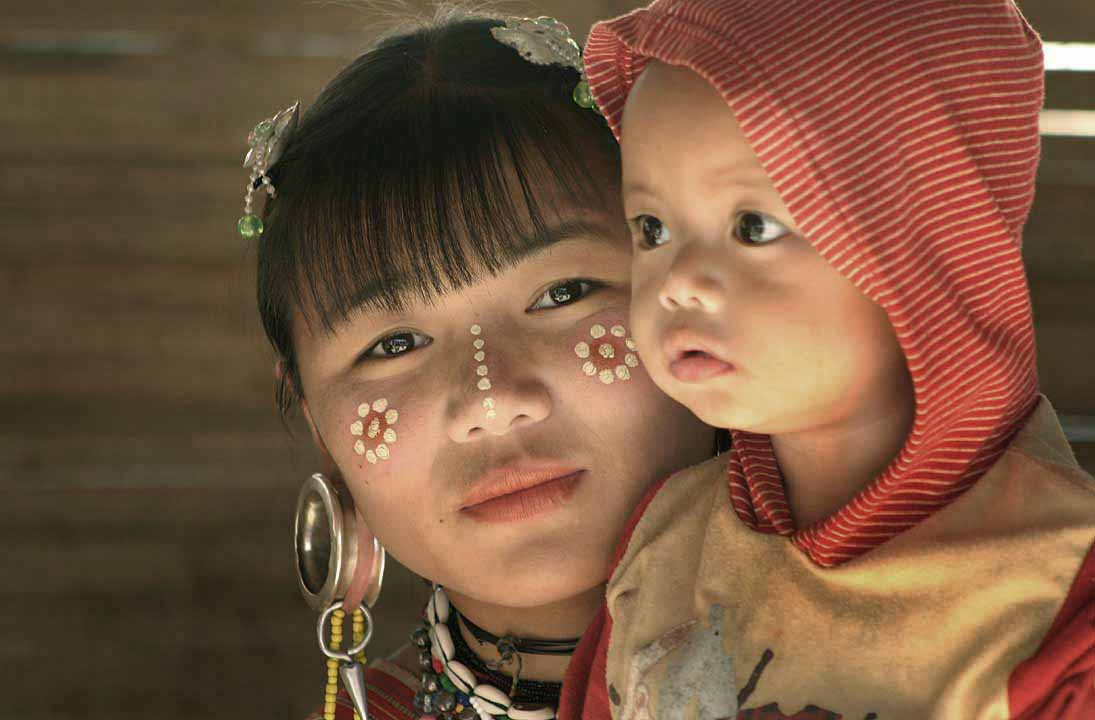
Joven lahu.

Las viviendas de los lahu suelen estar construidas en bambú y madera y constar de dos pisos. El tamaño de la casa varía en función del tamaño de la familia que la ocupa. El piso superior, destinado a vivienda, suele dividirse en dos habitaciones: una sala  y un dormitorio, común para toda la familia.
Las mujeres de este pueblo dan a luz solas en sus dormitorios. Unos días antes del nacimiento, se realiza una pequeña fiesta a la que se invita a las personas de mayor edad del poblado para que decidan el nombre del futuro bebé. Si en esas fechas aparece alguna visita inesperada, ésta será la encargada de escoger el nombre para el recién nacido.
Cuando muere alguien en el poblado se disparan tres tiros al aire que tienen una doble función: por un lado sirven para anunciar la muerte al resto de los vecinos; por otro, se considera que estos disparos sirven para ahuyentar a los malos espíritus. Los cadáveres suelen ser incinerados durante una ceremonia en la que un grupo de plañideras acompañan al cortejo fúnebre llevando sobre sus espaldas artículos que pertenecieron al difunto. Todos los miembros del poblado dejan de trabajar el día en que se celebra un funeral.
A los lahu les gusta el color negro y consideran que es el color de la belleza. Por eso, el traje tradicional de este pueblo es básicamente de color negro. Los hombres utilizan este color en sus chaquetas, cortas y abotonadas a un lado, y en sus pantalones, largos y anchos. Además, suelen utilizar un turbante, también de color negro.  
Las mujeres utilizan vestidos largos. El cuello y las mangas de los vestidos están decorados con telas de diferentes colores. La parte frontal lleva una decoración realizada en plata. También suelen usar turbantes, que pueden llegar a medir hasta tres metros de largo. Uno de los extremos del turbante se deja suelto por la espalda.

## Religión
Los lahu son politeístas. Su dios principal recibe el nombre de Exia, dios al que consideran el creador del universo y de la humanidad. La mayoría de los poblados lahu tienen un templo dedicado a esta divinidad al que no puede acercarse ningún extranjero. Exia tiene el poder de decir la suerte de cada uno de los miembros de este pueblo. 
La creencia en un dios supremo facilitó la conversión de algunos miembros de esta etnia al cristianismo. Los primeros misioneros que llegaron a la zona fueron un grupo de baptistas americanos que se instalaron en la región a principios del siglo XX.
Durante la dinastía Qing, llegaron a la zona algunos monjes budistas procedentes del área de Dali. Los monjes eran contrarios a la política del imperio, en muchos casos opresora con los lahu, lo que ayudó a la conversión de algunos miembros de la etnia.